# Dariusz Pawłowski
Dariusz Pawłowski (ur. 25 lutego 1999 w Zabrzu) – polski piłkarz, występujący na pozycji obrońcy w drużynie Rekord Bielsko-Biała.  
Jest wychowankiem Górnika Zabrze. W trakcie swojej kariery grał także w Bruk-Becie Termalicy Nieciecza, Radomiaku Radom, Sandecji Nowy Sącz (wypożyczenie w 2023) i słowackiegoklubie Tatran Preszów do którego był wypożyczony w 2025 roku. Młodzieżowy reprezentant Polski.